# Jean Duvignaud
Jean Duvignaud (né le 22 février 1921 à La Rochelle et mort le 17 février 2007 dans la même ville) est un écrivain, critique de théâtre, sociologue, philosophe, dramaturge, essayiste, scénariste et anthropologue français.

## Biographie
Né Jean-Octave Auger, en 1921, Jean prend pour nom de plume le nom de jeune fille de sa mère. Ancien khâgneux, professeur de lettres au lycée d'Abbeville, il collabore aux revues Action et NEF. Admirateur de Malraux, il fréquente assidûment Alain Robbe-Grillet, Roland Barthes et René de Obaldia.
Il a présidé la Maison des cultures du monde à Paris et dirigé, dans ce cadre, la revue : L'Internationale de l'Imaginaire.
Dans Fêtes et civilisations, il tente de comprendre ce moment de la vie sociale où une communauté se trouve réunie par une activité, libérée de son ordre et de ses hiérarchies. Dans Lieux et non lieux, il s'interroge sur les lieux dédiés au temps et ceux à l'espace.
À la fin des années 1940, il se lie avec Clara Malraux, épouse d'André Malraux avec qui il vivra une histoire d'amour  et qui lui permettra de participer à la revue Contemporains. Ensemble, ils quittent le Parti communiste français dont Jean Duvignaud avait été brièvement permanent après ses engagements dans la Résistance. Ils soutiennent alors Tito et la Yougoslavie soumis aux brimades et pressions de l'URSS. Ils vivent cependant chacun dans leur propre appartement pendant leur liaison de treize ans.
Professeur de philosophie au lycée d'Abbeville puis à Étampes, il fréquente Marcel Arland, publie des romans et s'intéresse au théâtre. Après avoir participé à la création de la revue Théâtre populaire, il assure la critique théâtrale à la Nouvelle nouvelle revue française, écrit pour les Cahiers Madeleine Renaud-Jean-Louis Barrault et Les Lettres nouvelles. Il a écrit une pièce de théâtre Marée basse, créée par Roger Blin avec notamment Laurent Terzieff dans la distribution.
Entré au CNRS, puis devenu l'assistant de Georges Gurvitch à la Sorbonne, Duvignaud prépare une thèse en sociologie.
En 1970, Jean-Louis Bertuccelli tire de Chebika un film, Remparts d'argile qui remporte le Prix Jean-Vigo.
En 1972, avec l'écrivain Georges Perec, qui fut son élève à Étampes, et le philosophe Paul Virilio, il fonde la revue Cause commune.
En 1969, il est président de l'École spéciale d'architecture au sujet de laquelle il dira en 1995 : « J'ai cru que ce devait être un Bauhaus ! Impossible, cela demande des moyens considérables. » (Propos recueilli par Thierry Paquot et Francois Bougon en 1995.)
En 1980, il devient professeur à l'Université Paris VII (1980) et directeur du Laboratoire de sociologie de la connaissance et de l'imaginaire. Il y dirigera une quarantaine de thèses.

## Décorations
- Commandeur de l'ordre des Arts et des Lettres (2005)[5]

## Publications
- Le Sommeil de Juillet, et trois nouvelles, Paris, Éditions Raison d’Être, 1946
- Les Dents ne poussent pas sur des chicots, Roman. Paris, Éditions Raison d’Être, 1947
- Quand le soleil se tait, Paris, Gallimard, 1949
- Les idoles sacrifiées, Paris, Gallimard, 1951
- Le piège, Paris, Gallimard, 1954
- L'Or de la République, Paris, Gallimard, 1957, réédition 1984  (ISBN 2-07-037564-1)
- Tunisie, Éditions Rencontre, 1965 - Collection L'atlas des voyages
- L'Acteur, esquisse d'une sociologie du comédien, Paris, Gallimard, 1965. Rééd. L'Archipel, 1995  (ISBN 2-909241-54-8)
- Durkheim, sa vie, son œuvre, Paris, PUF, 1965
- Sociologie du théâtre, Paris, PUF, 1965. Rééd. Quadrige, 1999  (ISBN 2-13-050244-X)
- Chebika, 1968
- Georges Gurvitch, symbolisme social et sociologie dynamique, Paris, Seghers, 1969
- Anthologie des sociologues français contemporains, Paris, PUF, 1970
- Spectacle et Société, Paris, Denoël, 1970
- L'Empire du milieu, Paris, Gallimard, 1971
- Introduction à la sociologie, Paris, Gallimard, 1971
- Sociologie de l'art, Paris, PUF, 1972
- L'Anomie, hérésie et subversion, Paris, Anthropos, 1973
- Le Langage perdu, essai sur la différence anthropologique, Paris, PUF, 1973
- Fêtes et Civilisations, Paris, Weber, 1974
- Le Théâtre contemporain, culture et contre-culture, Paris, Larousse, 1974  (ISBN 2-03-035027-3)
- La planète des jeunes, Paris, Stock, 1975.
- Le Ça perché, Paris, Stock, 1976
- Lieux et non lieux, Paris, Galilée, 1977
- Le Don du rien. Essai d'anthropologie de la fête (coll. « Le Monde ouvert »), Paris, Stock, 1977
- Gens de La Rochelle. Paris. Contre-jour, 1979
- La banque des rêves, avec Françoise Duvignaud et Jean Pierre Corbeau, Paris, Payot, 1979.
- Sociologie de la connaissance, dir., Paris, Payot, 1979.
- Klee en Tunisie, Cérès éd., 1980 (réédition 2000)
- Le Jeu du jeu, Paris, Balland, 1980  (ISBN 2-7158-0235-8)
- Le Propre de l'homme, histoires du comique et de la dérision, Paris, Hachette, 1985  (ISBN 2-01-011147-8)
- La Solidarité, liens de sang et liens de raison, Paris, Fayard, 1986  (ISBN 2-213-01830-8)
- Chebika, étude sociologique, Paris, Gallimard, 1978. Rééd. Paris, Plon, 1990  (ISBN 2-259-02327-4)
- La Genèse des passions dans la vie sociale, Paris, PUF, 1990  (ISBN 2-13-042635-2)
- Dis l'Empereur, qu'as-tu fait de l'oiseau ? (récit), Arles, Actes Sud, 1991  (ISBN 2-86869-777-1)
- Fêtes et Civilisations ; suivi de La Fête aujourd'hui, Arles, Actes Sud, 1991  (ISBN 2-86869-776-3)
- Retour a Chebika, 1991
- Perec ou La Cicatrice, Arles, Actes Sud, 1993  (ISBN 2-7427-0087-0)
- Le singe patriote. Talma, un portrait imaginaire (roman), Arles, Actes Sud, 1993  (ISBN 2-7427-0022-6)
- L'Oubli ou La Chute des corps, Arles, Actes Sud, 1995  (ISBN 2-7427-0600-3), réédition 2013
- Le Pandémonium du présent, idées sages, idées folles, Paris, Plon, 1998  (ISBN 2-259-18644-0)
- Le rire, et après..., Desclée de Brouwer, 1999.
- Le Prix des choses sans prix, Arles, Actes Sud, 2001  (ISBN 2-7427-3224-1)
- Les Octos, béant aux choses futures, Arles, Actes Sud, 2003  (ISBN 2-7427-4382-0)
- Le Sous-texte, Arles, Actes Sud, 2005  (ISBN 2-7427-5437-7)
- La Ruse de vivre, état des lieux, Arles, Actes Sud, 2006  (ISBN 2-7427-6013-X)
- et de nombreuses préfaces de monographies et d'ouvrages collectifs.